# Município de Loudon (condado de Seneca, Ohio)
O município de Loudon (em inglês: Loudon Township) é um município localizado no condado de Seneca no estado estadounidense de Ohio. No ano de 2010 tinha uma população de 2.140 habitantes e uma densidade populacional de 24,65 pessoas por km².

## Geografia
O município de Loudon encontra-se localizado nas coordenadas 41° 07′ 15″ N, 83° 21′ 32″ O. Segundo a Departamento do Censo dos Estados Unidos, o município tem uma superfície total de 86.81 km², da qual 86,81 km² correspondem a terra firme e (0 %) 0 km² é água.

## Demografia
Segundo o censo de 2010, tinha 2.140 habitantes residindo no município de Loudon. A densidade populacional era de 24,65 hab./km². Dos 2.140 habitantes, o município de Loudon estava composto pelo 94,72 % brancos, o 1,07 % eram afroamericanos, o 0,19 % eram amerindios, o 0,33 % eram asiáticos, o 2,06 % eram de outras raças e o 1,64 % eram de uma mistura de raças. Do total da população o 5,37 % eram hispanos ou latinos de qualquer raça.